# Jacques Hurks
Jacques Hurks (Vught, 21 oktober 1890 – Roosendaal, 18 juli 1977), ook wel aangeduid als J. Hurks of J.M. Hurks, was een architect uit Roosendaal en heeft kerken, villa's en civiele bouwwerken ontworpen die voornamelijk in West-Brabant te vinden zijn. Een aantal daarvan zijn geklasseerd als rijksmonument.

## Leven en werk
Hurks studeerde aan de Koninklijke School voor Nuttige en Beeldende Kunsten te 's-Hertogenbosch. Hierna woonde hij enige tijd in Amsterdam en verbleef daarna twee jaar in Canada. In 1916 werd hij leraar aan de Burgeravondschool in Roosendaal en docent aan de Katholieke Leergangen. In 1917 was hij als opzichter betrokken bij de bouw van de Sint-Corneliuskerk in Roosendaal, een ontwerp van de Bredase architect Jacques van Groenendael. In 1932, na het overlijden van Van Groenendael, nam Hurks diens bureau over.
Zijn eerste grote opdracht kwam in 1923 en betrof de Sint-Josephkerk in Roosendaal, een kerk in een aan de Amsterdamse School verwant expressionisme. Deze stijl zou tot ongeveer 1930 in zijn werk blijven overheersen en werd daarna vervangen door het traditionalisme van de Delftse School, dat later in zijn carrière plaatsmaakte voor de stijl van de Bossche School. Hurks bleef werkzaam tot 1961.

## Tentoonstelling in 2018
Het Tongerlohuys ( Kerkstraat 1, 4701 HT Roosendaal ) pakt uit met de tentoonstelling ‘De Amsterdamse School in West-Brabant. Bouwen met Jac. Hurks’. (13 december 2017 t/m 4 juni 2018 )
In 2018 is het veertig jaar geleden dat architect Jacques Hurks stierf. Hurks woonde zijn halve leven in Roosendaal. Reden om hem te gedenken met een tentoonstelling, een jaarboek en nog veel meer activiteiten.
Een kerk met een bakstenen koepel van bijna negentien meter. Ongekend. Onmogelijk zelfs, volgens sommigen. De 32-jarige architect Jacques Hurks (1890-1977) durft het aan bij het ontwerpen van de Roosendaalse Sint-Josephkerk. Om te bewijzen dat de koepel het ook zonder pilaren houdt, gaat Hurks net voor het weghalen van de steunblokken op een steiger staan. Als de koepel het niet houdt, zal hij door bakstenen worden verpletterd…                                                                                                                                                                                         
De architect ontwierp in heel West-Brabant huizen, scholen, kloosters, kerken en fabrieken. Bekende gebouwen waar hij zijn stempel op heeft gedrukt zijn onder meer het rijksmonument de Sint-Josephkerk en huizen in de Ludwigstraat, Parklaan en Burgemeester Schoonheijtstraat in Roosendaal, het Sint-Annaklooster in Oudenbosch en het oude stadhuis in Steenbergen. Minder bekend is dat Hurks zich ook bezighield met sociale woningbouw, bijvoorbeeld in de Wilhelminastraat en in de Roosendaalse Josephwijk.
Echte kenners zien meteen of het een Hurkshuis betreft: zo verraden het bijzondere gebruik van bakstenen, horizontale lijnen, glas-in-lood en parabooldaken de hand van de bouwmeester. Bezoekers van de tentoonstelling krijgen een spoedcursus Hurkshuizen herkennen. Hurks was een tijdgenoot van Berlage, Dudok en Rietveld. Voor sommige van zijn huizen ontwierp Hurks ook interieurs en zelfs meubels. Een aantal meubels staat in het Tongerlohuys opgesteld. Museum Het Schip, waarin de architectuur van De Amsterdamse School centraal staat, leende enkele stukken uit voor deze tentoonstelling.
Hurks was, met name in zijn beginjaren, een aanhanger van de Amsterdamse School, een stroming in de kunst en architectuur vol maatschappelijke idealen, die gebruikmaakt van fantastische vormen. Jaarboek De Ghulden Roos, de oudst bestaande historische reeks in de provincie, gaat geheel over architectuur in de regio met het accent op Hurks. Zo wordt de Amsterdamse School belicht, is er aandacht voor architecten die tegelijkertijd met Hurks in West-Brabant actief waren en voor de kerken ontworpen door Hurks. Verder bevat het boek een levensschets van Hurks en wordt er verslag gedaan van gesprekken met mensen die Hurks nog persoonlijk hebben gekend. Het jaarboek bevat dit keer extra veel beeldmateriaal van Hurkspanden en koppelingen naar filmmateriaal. In het jaarboek staan zes foto's met een digitaal laagje.

## Werken
Een keuze uit zijn werken:
| Bouw         | Naam                                                                     | Plaats        | Bijzonderheden   | Afbeelding                                                                        |
| ------------ | ------------------------------------------------------------------------ | ------------- | ---------------- | --------------------------------------------------------------------------------- |
| 1924         | Sint-Josephkerk                                                          | Roosendaal    |                  | Rijksmonumenten Roosendaal 015                                                    |
| 1929         | Pastoor van Arskerk                                                      | Lies          | Gesloten in 2012 | Kerk Lies P1050673                                                                |
| 1929 en 1932 | Villa's aan Ludwigstraat 1, 2, 3, 7, 32; Wouwseweg 3 en Van Gilselaan 32 | Roosendaal    |                  | Rijksmonumenten Roosendaal 336                                                    |
| 1932         | Nieuwbouw van koor en transept van de Onze-Lieve-Vrouw van Bijstandkerk  | Baarle-Nassau |                  | Baarle Nassau, Onze Lieve Vrouw van Altijddurende bijstand foto5 2010-10-13 11.43 |
| 1934         | Mariakerk                                                                | Breda         |                  | P1010713copyIJpelaar                                                              |
| 1939         | Stadhuis                                                                 | Steenbergen   | Gesloten in 2005 | Oude_stadhuis_Steenbergen                                                         |
| 1939         | Moeder Godskerk                                                          | Effen         |                  | P1030553kerk Effen                                                                |
| 1946         | Herbouw van de Heilig Hart van Jezuskerk                                 | Bosschenhoofd |                  | Heilig Hart van Jezuskerk P1070077                                                |
| 1952         | Watertoren                                                               | Stampersgat   |                  | Stampersgat Watertoren 1253                                                       |
| 1950         | Watertoren                                                               | Steenbergen   |                  | 2010-09-11 12.13 Steenbergen, watertoren foto1                                    |
| 1952         | Jacobus de Meerderekerk                                                  | Fijnaart      |                  | Jacobus de Meerderekerk (Fijnaart) P1070270                                       |

- Biografisch Portaal: 07493638
- RKD-Nederlands Instituut voor Kunstgeschiedenis: 243641
- Virtual International Authority File: 2603151535365202890005